# Мочалово (Калужская область)
Моча́лово  — деревня в Юхновском районе Калужской области России. Входит в состав сельского поселения «Деревня Рыляки».

## Этимология
Мочало — прозвищное имя, означало «оборванец, попрошайка». Мочало —лубяная часть коры молодой липы, разделанная на узкие полоски — волокна,«ло» — окончание, присущее месту, где происходит действие и хранятся вещи. При изготовлении мочала  применялось вымачивание в  течение 2-3 месяцев.

## География
На берегу реки Мышенка, притоке река Ресса, рядом проходит автодорога федерального значения А-130 (Москва—Белорусия), населенные пункты Лабеки, Касимовка.

## Население
| 2002 | 2010 |
| ---- | ---- |
| 5    | ↘2   |

## Достопримечательности
В деревне сохранились остатки каменной церкви Параскевы Пятницы, построенной в первой половине XIX века. Церковь была выстроена недалеко от усадьбы коллежского асессора дворянина Бутурлина в селе Мочалово. Однокупольный кирпичный храм в стиле классицизма, основное сооружение с колоннами, небольшая трапезная и колокольня. В 1930-х годах церковь была закрыта, колокольня практически полностью разрушена в войну, осталось только два яруса, сохранились фрески и чугунные решетки на окнах храма и трапезной.